# Orsinome diporusa
Orsinome diporusa là một loài nhện trong họ Tetragnathidae.
Loài này thuộc chi Orsinome. Orsinome diporusa được miêu tả năm 2003 bởi Zhu, Song & Zhang.